# Lúcio Afrânio (poeta)
Lúcio Afrânio (em latim: Lucius Afranius) foi um poeta cômico romano, que viveu no início século I a.C..  Suas comédias descreveram cenas e costumes romanos (o gênero chamado comoediae togatae) e os temas eram tomados principalmente da vida das classes mais baixas (comoediae tabernariae). Alguns críticos da Antiguidade as consideravam contaminadas frequentemente com amores vergonhosos, que, de acordo com Quintiliano, eram apenas uma representação do comportamento de Afrânio. Ele descreve, contudo, a vida romana com tal precisão que é classificado como Menandro, de quem de fato recebeu grande influência. Afrânio imitou o estilo de Caio Tício, e sua linguagem é elogiado por Cícero. Suas comédias são faladas em termos elevados pelos escritores antigos, e ao abrigo do império elas não só continuaram a ser lidas, como foram ainda encenadas, das quais um exemplo ocorre na época de Nero. Elas parecem ter sido conhecidas até mesmo no final do século IV.  Afrânio escreveu muitas comédias, sendo que os nomes e fragmentos de cerca de vinte ou trinta delas ainda estão preservados.